# Ebru Umar
Ebru Umar (Den Haag, 20 mei 1970) is een Nederlandse columniste.

## Biografie
Ebru Umar is de dochter van naar Nederland geëmigreerde Turken. Haar vader was patholoog-anatoom, haar moeder oogarts. Ze werd geboren in Den Haag en groeide op in Nieuwerkerk aan den IJssel en Rotterdam. Umar ging naar het Erasmiaans Gymnasium. Daarna studeerde ze bedrijfskunde om vervolgens bijna tien jaar in het bedrijfsleven te werken.
Vanaf 2003 werkte ze als columnist aan de website van Theo van Goghs De Gezonde Roker. Al snel publiceerde ze onder andere in het Algemeen Dagblad, het Parool, Propria Cures, Nieuwe Revu en Opzij. Ook houdt ze wekelijks een interview met bekende Nederlanders in het vrouwenblad Libelle.
Umar nam op 2 november 2005 de wekelijkse column van Theo van Gogh over in de gratis krant Metro. Deze column was na de dood van Van Gogh door de redactie een jaar lang leeg gehouden. Na het debuut Burka & Blahniks, besloot zij zich fulltime met schrijven bezig te houden.

## Aangiften van mishandeling en bedreiging
Ebru Umar deed in 2006 aangifte bij de Amsterdamse politie dat zij op vrijdagmiddag 21 april 2006 in de buurt van haar huis in het Amsterdamse stadsdeel De Baarsjes bij een confrontatie met twee 'Marokkaans uitziende jongens' een vuistslag in het gezicht had gekregen.
Umar stak op 19 juli 2013 in een column de draak met de wijze waarop in Turkije de ramadan gevierd wordt met nachtelijke gebedsoproepen en de verering van de profeet Mohammed. Begin augustus 2013 deed zij aangifte van tweeduizend beledigingen en bedreigingen die naar aanleiding hiervan op Twitter aan haar adres geuit waren.

## Arrestatie in Turkije
Op 23 april 2016 werd ze door de Turkse politie in haar vakantiehuis in Kusadasi gearresteerd naar aanleiding van haar tweets over de Turkse president Erdogan. Umar meldde dat ze op 24 april werd voorgeleid, diezelfde dag nam de Nederlandse minister-president Rutte telefonisch contact met haar op. Ze werd na de voorgeleiding vrijgelaten, maar mocht het land niet verlaten. Op 10 mei was dat wel het geval. De journaliste moest op 6 en 22 september voor een rechter in Turkije verschijnen omdat er aanklachten tegen haar waren ingediend naar aanleiding van uitspraken over Erdogan die ze deed in diverse media.
Na deze gebeurtenissen is ze naar Rotterdam verhuisd.

## Prijzen
Op 6 mei 2017 ontving Umar de Pim Fortuynprijs.